# Saison 6 de Star Trek: Voyager
Chronologie
Saison 5 Saison 7
Cet article présente la sixième saison de la série télévisée Star Trek: Voyager.

## Liste des épisodes

### Épisode 1:L'U.S.S. Equinox, deuxième partie
- Titre original : Equinox - Part II
- Numéro(s) : 121 (6–1) / Prod° : 221
- Scénariste(s) : Histoire de Rick Berman, Brannon Braga et Joe Menosky, écrit par Brannon Braga et Joe Menosky
- Réalisateur(s) : David Livingston
- Diffusion(s) : 
  -  États-Unis : 22 septembre 1999
  -  France :
- Date stellaire : inconnue
- Invité(es) : John Savage (Capitaine Ransom), Titus Welliver (Maxwell Burke), Olivia Birkelund (Marla Gilmore), Rick Worthy (Noah Lessing)
- Résumé : Seven enlevée, le docteur remplacé, les créatures attaquant le Voyager et la salle des machines piégée, l'équipage aura fort à faire pour venir à bout de tout cela.
- Commentaires : Janeway va récupérer un petit nombre de transfuges de l'Equinox à la fin de l'épisode, mais cependant, on n'en verra jamais plus un seul jusqu'à la fin de la série.

### Épisode 2:Instinct de survie
- Titre original : Survival Instinct
- Numéro(s) : 122 (6–2) / Prod° : 222
- Scénariste(s) : Ronald D. Moore
- Réalisateur(s) : Terry Windell
- Diffusion(s) : 
  -  États-Unis : 29 septembre 1999
  -  France :
- Date stellaire : 53049.2
- Invité(es) : Vaughn Armstrong (Two of Nine/Lansor), Bertila Damas (Three of Nine/Marika Wilkarah), Tim Kelleher (Four of Nine/P'Chan)
- Résumé : 3 personnes étrangères au Voyager en visite lors d'une journée porte ouverte à la suite d'une escale dans un port, s'en prennent à Seven en essayant d’accéder à sa mémoire.
- Commentaire(s) : 3 anciens de l'unimatrice zéro découvrent qu'à la suite d'un crash d'un petit vaisseau et alors qu'elle était encore une Borg, Seven était en proie à une peur quasi panique du fait qu'elle était coupée du collectif.

### Épisode 3:Sur le grand fleuve de la mort
- Titre original : Barge of the Dead
- Numéro(s) : 123 (6-3) / Prod° : 223
- Scénariste(s) : Histoire de Ronald D. Moore et Bryan Fuller, écrit par Bryan Fuller
- Réalisateur(s) : Mike Vejar
- Diffusion(s) : 
  -  États-Unis : 6 octobre 1999
  -  France :
- Date stellaire : inconnue
- Invité(es) : Eric Pierpoint (Kortar), Sherman Augustus (Hij'qa), Karen Austin (Miral)
- Résumé : Alors qu'elle est sur le point de mourir, B'Elanna Torres se retrouve dans une barque sur le fleuve klingon de la mort. Dans la mythologie klingonne, cette barque amène les déshonorés à Gre'thor, l'enfer klingon. Juste avant que le Docteur ne la ranime, elle voit sa mère arriver sur cette même barque. Elle décide d'y retourner pour laver son honneur.

### Épisode 4:Des désirs pour des réalités
- Titre original : Tinker Tenor Doctor Spy
- Numéro(s) : 124 (6-4) / Prod° : 224
- Scénariste(s) : Histoire de Bill Vallely, écrit par Joe Menosky
- Réalisateur(s) : John Bruno
- Diffusion(s) : 
  -  États-Unis : 13 octobre 1999
  -  France :
- Date stellaire : inconnue
- Invité(es) : Jay M. Leggett (Phlox), Googy Gress (le Supérieur alien)
- Résumé : Le Docteur s'est créé un sous programme lui permettant de rêver. Cependant il est observé.
- Commentaire(s) : C'est à la suite de cet épisode que la demande du docteur à prendre le commandement du Voyager en cas de défaillance de l'équipage va être sérieusement étudiée.

### Épisode 5:Alice
- Titre original : Alice
- Numéro(s) : 125 (6-5) / Prod° : 226
- Scénariste(s) : Histoire de Juliann deLayne, écrit par Bryan Fuller et Michael Taylor
- Réalisateur(s) : David Livingston
- Diffusion(s) : 
  -  États-Unis : 20 octobre 1999
  -  France :
- Date stellaire : inconnue
- Invité(es) : Claire Rankin (Alice), John Fleck (Abaddon)
- Résumé : Le Voyager croise le chemin d'un ferrailleur de l'espace qui vit du troc. Tom Paris trouve une super navette à interface neurogène qui semblait n'attendre plus que lui. Petit à petit, le comportement de Tom change.
- Commentaire(s) : On apprend de la bouche de Tom Paris que cela fait maintenant 6 ans que le Voyager se trouve dans le quadrant Delta.

### Épisode 6:Énigmes
- Titre original : Riddles
- Numéro(s) : 126 (6-6) / Prod° : 227
- Scénariste(s) : Histoire d'André Bormanis, écrit par Robert J. Doherty
- Réalisateur(s) : Roxann Dawson
- Diffusion(s) : 
  -  États-Unis : 3 novembre 1999
  -  France :
- Date stellaire : 53263.2
- Invité(es) : Mark Moses (Naroq)
- Résumé : Alors que Tuvok et Neelix sont dans une navette, Tuvok se fait tirer dessus par un étranger invisible. Son cerveau bien qu'extrêmement résistant, a du mal à s'en remettre, et de ce fait sa personnalité de Vulcain s'en trouve complètement changée.
- Commentaires : Alors que Tuvok supporte à peine Neelix, Neelix quant à lui désespère que Tuvok ne le considère pas comme un ami. Ils ont pourtant partagé le même corps (saison 2), cependant, ils vont devenir meilleurs amis dans cet épisode, et cela changera la compréhension de Tuvok à l'égard de Neelix. On remarque également au tout début de cet épisode que la date stellaire en français est tronquée car il manque le 5 qui n'est pas prononcé par Neelix, mais qui est bien prononcé dans la VO.

### Épisode 7:Les dents du dragon
- Titre original : Dragon's Teeth
- Numéro(s) : 127 (6-7) / Prod° : 225
- Scénariste(s) : Histoire de Michael Taylor, écrit par Michael Taylor, Brannon Braga et Joe Menosky
- Réalisateur(s) : Winrich Kolbe
- Diffusion(s) : 
  -  États-Unis : 10 novembre 1999
  -  France :
- Date stellaire : 53167.9
- Invité(es) : Jeff Allin (Gedrin), Robert Knepper (Gaul)
- Résumé : Après être entré par accident dans un corridor subspatial, le Voyager, attaqué par une espèce alien, les Turei, se voit obligé d’atterrir sur une planète inhabitable en raison de fortes radiations. Ils y découvrent les restes de la civilisation Vaadwaur, détruite au cours d’une guerre, environ 900 ans plus tôt. Seven of Nine réveille un Vaadwaur en stase.

### Épisode 8:Un petit pas...
- Titre original : One small step
- Numéro(s) : 128 (6-8) / Prod° : 228
- Scénariste(s) : Histoire de Mike Wollaeger et Jessica Scott, écrit par Mike Wollaeger, Jessica Scott, Bryan Fuller et Michael Taylor
- Réalisateur(s) : Robert Picardo
- Diffusion(s) : 
  -  États-Unis : 17 novembre 1999
  -  France :
- Dates stellaires : 53292.7 ; 53301.2
- Invité(es) : Phil Morris (Lt John Kelly)
- Résumé : Un phénomène spatial inhabituel se présente devant le Voyager. Or il se trouve que l'une des premières missions sur Mars a rencontré cette même masse stellaire, une ellipse de gravitons, et que le vaisseau est toujours à l'intérieur. Le capitaine Janeway missionne Chakotay, Tom Paris et Seven of Nine à l'intérieur de l'ellipse pour retrouver le module de commande terrien. Leur navette se retrouve piégée au milieu de cette anomalie spatiale.
- Commentaire(s) :

### Épisode 9:Le Complot
- Titre original : The Voyager Conspiracy
- Numéro(s) : 129 (6-9) / Prod° : 229
- Scénariste(s) : Joe Menosky
- Réalisateur(s) : Terry Windell
- Diffusion(s) : 
  -  États-Unis : 24 novembre 1999
  -  France :
- Date stellaire : inconnue
- Invité(es) : Albie Selznick (Tash)
- Résumé : Le Voyager rencontre un alien lui aussi perdu dans le Quadrant Delta. Il est en train de construire une catapulte pour catapulter son vaisseau de plusieurs milliers d’années-lumière et rentrer chez lui. Le capitaine Janeway propose l’aide du Voyager pour finir cette construction. Seven of Nine découvre alors que c’est la technologie à l’origine de cette catapulte qui a piégé le Voyager dans le Quadrant Delta. Son attitude devient étrange.
- Commentaire(s) : Cet épisode révèle une contradiction sur le temps passé par l’équipage du Voyager dans le quadrant Delta : Seven of Nine mentionne le fait que le Voyager y est piégé depuis 5 ans, alors qu’à l’épisode 5 de cette même saison Tom Paris révèle que cela fait 6 ans.

### Épisode 10:Le Projet «Pathfinder»
- Titre original : Pathfinder
- Numéro(s) : 130 (6-10) / Prod° : 230
- Scénariste(s) : Histoire de David Zabel, écrit par David Zabel et Kenneth Biller
- Réalisateur(s) : Mike Vejar
- Diffusion(s) : 
  -  États-Unis : 1er décembre 1999
  -  France :
- Date stellaire : inconnue
- Invité(es) : Dwight Schultz (Lieutenant Reginald Barclay), Richard Herd (Amiral Paris), Richard McGonagle (Commandant Harkins), Marina Sirtis (Conseillère Deanna Troy)
- Résumé : Sur Terre, le Lieutenant Reginald Barclay travaille ardemment à la création d'un moyen de communiquer avec le Voyager. Mais personne ne l'écoute, et le seul réconfort qu'il trouve est auprès d'une reproduction holographique de l'équipage, auquel il s'identifie de plus en plus, au point que parvenir à communiquer  avec le vaisseau devient une dangereuse obsession.
- Commentaire(s) : Sachant que la série "Voyager" arrivait à son terme, les producteurs ont souhaité "rapprocher" le Voyager du Quadrant Alpha. Cet épisode n'est pas sans rappeler certains écrits d'Isaac Asimov, grand ami de Gene Roddenberry, créateur de "Star Trek". Dwight Schultz est bien connu pour son rôle du capitaine H. M. « Looping » Murdock dans la série Agence tous risques

### Épisode 11:Havre de paix
- Titre original : Fair haven
- Numéro(s) : 131 (6-11) / Prod° : 231
- Scénariste(s) : Robin Burger
- Réalisateur(s) : Allan Kroeker
- Diffusion(s) : 
  -  États-Unis : 12 janvier 2000
  -  France :
- Date stellaire : inconnue
- Invité(es) : Fintan McKeown (Michael Sullivan), Richard Riehle (Seamus Driscol), Henriette Ivanans (Maggie O'Halloran), Duffie McIntire (Grace Declan), Jan Claire (Frannie Sullivan)
- Résumé : Tom Paris a créé la simulation holodeck d'un village irlandais tandis qu'un front d'onde neutronique de classe 9 arrive sur le voyager.

### Épisode 12:En un clin d’œil
- Titre original : Blink of an eye
- Numéro(s) : 132 (6-12) / Prod° : 233
- Scénariste(s) : Histoire de Michael Taylor, écrit par Joe Menosky
- Réalisateur(s) : Gabrielle Beaumont
- Diffusion(s) : 
  -  États-Unis : 19 janvier 2000
  -  France :
- Date stellaire : inconnue
- Invité(es) : Daniel Dae Kim (Gotana-Retz)
- Résumé : Le voyager se retrouve coincé dans l'orbite d'une planète ayant un énorme différentiel temporel. En quelques jours, la civilisation de la planète va vivre plusieurs siècles et passer de l'âge de pierre à la conquête spatiale. Le Voyager apparaît immobile dans le ciel et se retrouve au centre des mythes et légendes de cette civilisation.

### Épisode 13:Virtuose
- Titre original : Virtuoso
- Numéro(s) : 133 (6-13) / Prod° : 234
- Scénariste(s) : Histoire de Raf Green,  écrit par Raf Green et Kenneth Biller
- Réalisateur(s) : Les Landau
- Diffusion(s) : 
  -  États-Unis : 26 janvier 2000
  -  France :
- Date stellaire : 53556.4
- Invité(es) : Kamala Lopez-Dawson (Tincoo), Ray Xifo (Abarca), Paul Williams (le Prélat Koru)
- Résumé : Alors qu'ils viennent en aide à un peuple technologiquement plus avancé, le Doctor leur fait découvrir la musique et il acquiert de nombreux fans.

### Épisode 14:Mémorial
- Titre original : Memorial
- Numéro(s) : 134 (6-14) / Prod° : 236
- Scénariste(s) : Histoire de Brannon Braga, écrit par Robin Burger
- Réalisateur(s) : Allan Kroeker
- Diffusion(s) : 
  -  États-Unis : 2 février 2000
  -  France :
- Date stellaire : inconnue
- Invité(es) : L.L. Ginter (Saavdra)
- Résumé : Le commandeur Chakotay, Harry Kim, Tom Paris et Neelix reviennent d'une mission de longue durée pour récolter du Dilithium. A peine revenus à bord, ils sont pris d'hallucinations concernant un massacre de civils par une unité militaire dont ils faisaient partie. Peu à peu ils assemblent le puzzle de leurs souvenirs et essayent de tirer cette histoire au clair, mais ils sont tous profondément perturbés voire traumatisés par le massacre dont ils furent les acteurs. La situation se complique encore plus quand le Capitaine Janeway et des dizaines d'autres membres d'équipage vivent à leur tour ce massacre.
- Commentaires : Cet épisode met en scène des troubles de stress post-traumatique qui touchent parfois les vétérans d'anciennes guerres.

### Épisode 15:Tsunkatse
- Titre original : Tsunkatse
- Numéro(s) : 135 (6-15) / Prod° : 232
- Scénariste(s) : Histoire de Gannon Kenney, écrit par Robert J. Doherty
- Réalisateur(s) : Mike Vejar
- Diffusion(s) : 
  -  États-Unis : 9 février 2000
  -  France :
- Dates stellaires : 53447.2, 53529.4
- Invité(es) : Dwayne Johnson alias The Rock (le lutteur Pendari), Jeffrey Combs (Penk), J.G. Hertzler (l’Hirogen)
- Résumé : Seven et Tuvok sont faits prisonniers par un petit groupe d'extraterrestres. Tuvok est grièvement blessé et Seven doit combattre dans des arènes pour distraire des gens qui ne se doutent pas que les combattants sont des esclaves prisonniers qui luttent pour leur survie.
- Commentaires : Avec en guest, Dwayne Johnson alias "The Rock" dans un rôle qui n'est pas sans rappeler le catch duquel il arrivait. A noter également la présence de Jeffrey Combs qui a interprété Weyoun dans Deep Space Nine et le Commander Shran dans Star Trek: Enterprise.

### Épisode 16:Le collectif Borg
- Titre original : Collective
- Numéro(s) : 136 (6-16) / Prod° : 235
- Scénariste(s) : Histoire de Andrew Shepard Price et Mark Gaberman, écrit par Michael Taylor
- Réalisateur(s) : Allison Liddi
- Diffusion(s) : 
  -  États-Unis : 16 février 2000
  -  France :
- Date stellaire : inconnue
- Invité(es) : Ryan Spahn (Premier), Manu Intiraymi (Icheb)
- Résumé : Une navette du Voyager se fait arraisonner par un cube Borg. L'équipage du vaisseau Voyager leur vient en aide en découvrant que ce cube n'est composé que de 5 enfants Borgs qui ne sont pas encore arrivés à maturité et que le reste de l'équipage est mort. Ces 5 enfants bien que sans expérience, menacent directement les otages ainsi que le Voyager lui-même.
- Commentaires : Le fait que l'équipage Borg soit mort sera expliqué un peu plus tard dans un autre épisode.

### Épisode 17:Les Possédés
- Titre original : Spirit folk
- Numéro(s) : 137 (6-17) / Prod° : 237
- Scénariste(s) : Bryan Fuller
- Réalisateur(s) : David Livingston
- Diffusion(s) : 
  -  États-Unis : 23 février 2000
  -  France :
- Date stellaire : inconnue
- Invité(es) : Richard Riehle (Seamus Driscol), Ian Abercrombie (Milo), Ian Patrick Williams (Dr. Fitzgerald), Henriette Ivanans (Maggie O'Halloran), Duffie McIntire (Grace Declan), Fintan McKeown (Michael Sullivan)
- Résumé : Un dysfonctionnement du programme holodeck du village irlandais de Fair Haven font que les personnages acquièrent une conscience propre. Ils comprennent que quelque chose d’étrange se passe dans leur village, en rapport avec l’équipage du Voyager.

### Épisode 18:Tu retourneras à la poussière
- Titre original : Ashes to ashes
- Numéro(s) : 138 (6-18) / Prod°: 238
- Scénariste(s) : Histoire de Ronald Wilkerson, écrit par Robert J. Doherty
- Réalisateur(s) : Terry Windell
- Diffusion(s) : 
  -  États-Unis : 1er mars 2000
  -  France :
- Date stellaire : 53679.4
- Invité(es) : Kim Rhodes (Lyndsay Ballard / Jhet'leya), Marley McClean (Mezoti)
- Résumé : Alors que l'USS Voyager continue de naviguer vers le quadrant Alpha, ils reçoivent un étrange message émanant d'une Kobali. Il s’avère qu'en fait c'est l'enseigne Lindsay Ballard, réanimée par les Kobalis à la suite de son décès et de l'envoi de son cercueil dans l'espace. Mais les choses se compliquent quand la nouvelle famille Kobali, vient chercher leur fille. Parallèlement, Seven of Nine a du mal à cadrer les enfants Borgs.

### Épisode 19:Jeu d'enfant
- Titre original : Child's play
- Numéro(s) : 139 (6-19) / Prod° : 239
- Scénariste(s) : Histoire de Paul Brown, écrit par Raf Green
- Réalisateur(s) : Mike Vejar
- Diffusion(s) : 
  -  États-Unis : 8 mars 2000
  -  France :
- Date stellaire : inconnue
- Invité(es) : Manu Intiraymi (Icheb), Tracey Ellis (Yifay, mère de Icheb), Mark A. Sheppard (Leucon, père de Icheb), Scarlett Pomers (Naomi Wildman)
- Résumé : Le Voyager a retrouvé les parents de l'un des enfants Borgs récupérés à la fin de l'épisode 16.
- Commentaires : On aura à la fin une explication complémentaire concernant la mort des Borgs de l'épisode 16.

### Épisode 20:Le Guide et les égarés
- Titre original : Good Shepherd
- Numéro(s) : 140 (6-20) / Prod° : 240
- Scénariste(s) : Histoire de Dianna Gitto, écrit par Dianna Gitto et Joe Menosky
- Réalisateur(s) : Winrich Kolbe
- Diffusion(s) : 
  -  États-Unis : 15 mars 2000
  -  France :
- Dates stellaires : 53753.2 ; 53764.3
- Invité(es) : Jay Underwood (Mortimer Harren), Michael Reisz (William Telfer), Kimble Jemison (un ingénieur), Zoé McLellan (Tal Celes)
- Résumé : Le capitaine Janeway veut profiter d'une mission de routine à bord du Delta Flyer pour mieux connaitre des membres du personnel qui ne sont jamais partis en exploration hors du Voyager, et semblent avoir du mal à s'intégrer.

### Épisode 21:Arnaque et Prospérité
- Titre original : Live Fast and Prosper
- Numéro(s) : 141 (6-21) / Prod° : 242
- Scénariste(s) : Robin Burger
- Réalisateur(s) : LeVar Burton
- Diffusion(s) : 
  -  États-Unis : 19 avril 2000
  -  France :
- Date stellaire : 53849.2
- Invité(es) : Kaitlin Hopkins (Dala), Gregg Daniel (Mobar), Francis Guinan (Zar), Ted Rooney (en) (Capitaine Varn), Scott Lincoln (Mineur Telsien),
- Résumé : Une fausse Janeway et un faux Tuvok parcours ce recoin de la galaxie en arnaquant tout le monde. Bien entendu, la faute en incombe aussitôt à la vraie Janeway et à son équipage du « Voyager ».

### Épisode 22:Muse
- Titre original : Muse
- Numéro(s) : 142 (6-22) /Prod° : 244
- Scénariste(s) : Joe Menosky
- Réalisateur(s) : Mike Vejar
- Diffusion(s) : 
  -  États-Unis : 26 avril 2000
  -  France :
- Date stellaire : 53896
- Invité(es) : Joseph Will (Kelis), Kellie Waymire (Lanya), Tony Amendola (Choriste), Jack Axelrod (Choriste), Michael Houston King (Jero), Kathleen Garrett (Tanis), Stoney Westmoreland (le Maitre de Guerre / Mécène), John Schuck (Choriste)
- Résumé : B'Elanna Torres partie en mission avec Harry Kim sur le Delta Flyer s'écrase sur une planète et devient l'inspiratrice d'un poète local qui la prend pour une divinité. Une troupe de théâtre interprète les aventures des "Éternels du Voyager" à partir des journaux de bord du Delta Flyer.
- Commentaire : Apparition de Tony Amendola, qui incarne Bra'tac dans Stargate SG-1

### Épisode 23:Furie
- Titre original : Fury
- Numéro(s) : 143 (6-23) / Prod° : 241
- Scénariste(s) : Histoire de Rick Berman et Brannon Braga, écrit pas Bryan Fuller et Michael Taylor
- Réalisateur(s) : John Bruno
- Diffusion(s) : 
  -  États-Unis : 3 mai 2000
  -  France :
- Date stellaire : inconnue
- Invité(es) : Jennifer Lien (Kes), Nancy Hower (Samantha Wildman), Scarlett Pomers (Naomi Wildman), Vaughn Armstrong (Capitaine Vidiien) , Josh Clarck (Lieutenant Joseph Carey),
- Résumé : Kes est de retour sur le "Voyager". Comme elle est à l'agonie de sa vie mais avec de terribles pouvoirs, tout le monde essaye de l'arrêter sans succès. Elle se dirige directement dans la salle du réacteur dont elle absorbe l'énergie pour se propulser 4 ans en arrière sous une forme plus jeune.
- Commentaires : Dernière apparition du personnage de Kes.

### Épisode 24:Ligne de vie
- Titre original : Life line
- Numéro(s) : 144 (6-24) / Prod° : 243
- Scénariste(s) : Histoire de John Bruno et Robert Picardo, écrit par Robert J. Doherty, Raf Green et Brannon Braga
- Réalisateur(s) : Terry Windell
- Diffusion(s) : 
  -  États-Unis : 10 mai 2000
  -  France :
- Date stellaire : inconnue
- Invité(es) : Dwight Schultz (Reginald Barclay), Tamara Craig Thomas (Haley, assistante du docteur Zimmerman), Jack Shearer (Amiral Hayes), Marina Sirtis (Deanna Troi)
- Résumé : Le docteur Lewis Zimmerman, créateur du HMU série 1 (le docteur du Voyager) est malade. Le docteur demande à se faire envoyer par transmission de données pour le soigner.

### Épisode 25:Hantise sur le pont 12
- Titre original : The haunting of deck twelve
- Numéro(s) : 145 (6-25) / Prod° : 245
- Scénariste(s) : Histoire de Mike Sussman, écrit par Mike Sussman, Kenneth Biller et Bryan Fuller
- Réalisateur(s) : David Livingston
- Diffusion(s) : 
  -  États-Unis : 17 mai 2000
  -  France :
- Date stellaire : inconnue
- Invité(es) : Manu Intiraymi (Icheb), Marley McClean (Mezoti), Zoe McLellan (Tal Celes)
- Résumé : Neelix est chargé de garder les enfants en salle de chargement pendant que le vaisseau arrive dans une nébuleuse et que le "Voyager" sur ordre du capitaine, coupe totalement tous ses circuits. Les enfants curieux de ce qui arrive, demandent à Neelix qui se met alors à leur raconter une bien étrange histoire...

### Épisode 26:Unimatrice zéro: 1epartie
- Titre original : Unimatrix Zero - Part One
- Numéro(s) : 146 (6-26) / Prod° : 246
- Scénariste(s) : Histoire de Mike Sussman, écrit par Brannon Braga et Joe Menosky
- Réalisateur(s) : Allan Kroeker
- Diffusion(s) : 
  -  États-Unis : 24 mai 2000
  -  France :
- Date stellaire : inconnue
- Invité(es) : Mark Deakins (Axum), Jerome Butler (Korok), Joanna Heimbold (Laura), Susanna Thompson (la Reine Borg)
- Résumé : Alors que Seven est en pleine régénération, elle rêve d'un lieu particulier où toutes sortes de personnes vivent et où elle est sûre d'avoir déjà mis les pieds. De plus une personne en particulier lui demande de l'aide, et lui explique que c'est là que se retrouvent certains Borgs qui se régénèrent, et qu'elle y venait souvent quand elle était encore elle-même une Borg. Hélas, ce monde échappatoire risque d'être découvert d'un instant à l'autre par la reine. Seven en informe Janeway qui décide alors de les aider à conserver leur monde.
- Commentaire(s) : Tom Paris retrouve son grade de Lieutenant.